# Willy Sommers
Willy Sommers, artiestennaam van Willy Jeanne Jean De Gieter (Ukkel, 9 augustus 1952), is een Belgische zanger en televisiepresentator.

## Levensloop

### Jeugd
De Gieter volgde notenleer, piano en saxofoon op de Anderlechtse muziekacademie. Hij volgde de opleiding regentaat Nederlands, Engels en Duits, maar stond vanwege zijn muzikale roeping nooit voor de klas.

### Aanvang muzikale carrière
Eind jaren 60 richt De Gieter met een paar vrienden enkele rockgroepjes op, waaronder Vierkantswortel 25 en The Sons Of Abraham. Al snel liet hij het rockgenre achter zich en werd in 1968 leadzanger van The Yeats, een populaire coverband in het Pajottenland. Wanneer The Yeats op kerstavond 1970 in Halle het voorprogramma mogen spelen van The Pebbles, wordt De Gieter opgemerkt door muziekproducer Roland Verlooven die toevallig in het publiek staat. Verlooven is op dat moment in opdracht van zijn baas Roger Meylemans van de Britse platenfirma Vogue Records op zoek naar een nieuw Vlaams tieneridool in de stijl van David Cassidy en Donny Osmond in de VS. Verlooven gelooft in het muzikale talent van De Gieter en nodigt hem nog dezelfde avond uit voor een auditie in Brussel. Na een geslaagde stemtest krijgt De Gieter van Verlooven meteen de kans om zijn eerste solo-single Het is weer morgen op te nemen. De in maart 1971 door De Gieter uitgebrachte single, die voortaan onder zijn artiestennaam 'Willy Sommers' door het leven gaat, wordt door de verzamelde muziekpers beoordeeld als een verfrissend muzikaal geluid en zorgt dankzij de ruime airplay voor een groeiende schare enthousiaste fans.

### Zanger in de jaren zeventig
Met het uitbrengen van Zeven anjers, zeven rozen in datzelfde jaar (1971) is de absolute doorbraak van Willy Sommers in Vlaanderen een feit. Hij verkocht meer dan 100.000 plaatjes in Vlaanderen en stond 19 weken op nummer één in de hitparade. Ook de Spaanse, Duitse en Franse charts moesten eraan geloven, want Sieben Küsse, sieben Rosen en Siete rosas, siete besos waren kaskrakers.
Het jaar daarna stond hij dagelijks op het podium met zijn eigen professioneel orkest De Sommerstip. Zijn fanclub werd op dat ogenblik een van de grootste in Vlaanderen, met 12.000 leden. Op muzikaal vlak reeg hij de hits aan elkaar: Sympathie is geen liefde, Weet je nog die slow en Van ’s morgens vroeg tot ’s avonds. Als blijk van erkenning kreeg hij op 20 november 1972 zijn eerste gouden plaat voor de verkoop van 500.000 singles in amper twee jaar tijd.
Sommers had naast succes in eigen land ook in de buurlanden een bloeiende muzikale carrière. In 1973 stond Willy voor de Franse tv-camera's in het spraakmakende Cadet Roussel van Guy Lux. In de Spaanse top 50 bloeide nog steeds zijn Siete rosas, siete besos.
In 1974 werd de zanger uitgeroepen tot populairste artiest van Vlaanderen en mocht hij voor het eerst de Zomerhittrofee ontvangen met het nummer Blijf nog een uurtje bij mij. Hij startte met een recitaltournee door Vlaanderen.
In 1975 kreeg Willy Sommers opnieuw goud voor Dans met mij tot morgenvroeg. Op 22 augustus 1975 debuteerde hij op het Duitse Schlagerfestival, waar hij nadien nog vele malen te gast zou zijn als populairste Vlaming.
In 1976 bracht Willy de single Holiday uit. Hij stond ermee vijf maanden lang in de top 10. Ruim twee jaar later, op 16 januari 1978, komt de Duitse versie van Holiday binnen op de 35ste stek in de charts. Op 23 november van datzelfde jaar ondertekent Willy Sommers een contract met platengigant Philips/Polygram voor de komende decennia.
In 1979, 1981 en 1984 won hij de Zomerhit, een onderscheiding voor de beste Vlaamse single van het jaar. Respectievelijk ging deze onderscheiding naar de singles De nacht wordt lang, Naar de zee en Ik ben verliefd op haar.
In 1979 bracht hij de langspeler Willy Sommers Internationaal uit met Franse, Duitse en Spaanse nummers.

### Zanger-presentator in de jaren 80 en 90
De jaren tachtig waren moeilijk voor de Vlaamse muziekindustrie en slechts enkele muzikale namen konden nog overleven. Aan hits en vooral optredens had Willy Sommers alvast geen gebrek: Naar de zee, Ken je nog die slows, Dallas, Jij, Zet er je tanden in (samen met John Massis), Vlaanderen de Leeuw (wat een klassieker zou worden en nog steeds luidkeels meegebruld wordt op menige studentencantus).
Op het eind van de jaren tachtig kwam er een keerpunt bij de start in Vlaanderen van het eerste commerciële televisiestation VTM. Op vraag van tv-pioniers Mike Verdrengh en Guido Depraetere zou Willy Sommers samen met Bea Van der Maat vanaf 1989 op VTM het muziekprogramma 10 om te zien presenteren. Het programma werd een begrip in Vlaanderen en gedurende meer dan tien jaar zou het dan ook onafgebroken in de top 10 staan van de CIM-kijkcijfers.
In 1989 bracht Willy het nummer Het water is veel te diep. Onder impuls van het opgestarte muziekprogramma vlogen de singles over de toonbank en in mum van tijd kreeg het nummer een gouden randje. Enkel Will Tura hield Sommers op dat moment van de nummer één in de hitparade. De nummer een voor Sommers was er meteen daarna in hetzelfde jaar met Als een leeuw in een kooi. Met TOTZ en zijn samensteller Jos Van Oosterwyck was de herwaardering van de Vlaamse muziek een feit.
Sommers scoorde niet alleen op tv, ook muzikaal ging het hem voor de wind met goud en platina voor singles als Mooie vrouwen lopen nooit in de schaduw en Kijk eens diep in mijn ogen (een duet met Wendy Van Wanten).
In 1991 had hij een gastoptreden in Samson en Gert.
In 1993 komt het album Parfum d’amour uit, een cd waarbij Sommers enkele Franse nummers bewerkt. In 1995 wordt er gekozen voor Profumo d’amore waarbij een selectie en bewerking gemaakt wordt van Italiaanse klassiekers.
1996 is een muzikaal keerpunt voor Willy Sommers, wanneer Roland Verlooven wegens medische problemen besluit de samenwerking te beëindigen. Willy besluit met een nieuw team in zee te gaan en zo komt hij terecht bij John Terra. In gehele vriendschap verlaat hij na jaren trouwe dienst PolyGram en tekent hij een contract met Play That Beat.
In 1997 presenteerde Willy Sommers samen met Anne De Baetzelier in het Antwerps Sportpaleis de Tien Om Te Zien-special.
In 1998 verschijnt het album Op reis naar jou/Onderste boven met de hitsingles Met mijn ogen dicht, Toen kwam jij, Ik geef me over, Er is geen reden en Zomaar zomer.
In de zomer van 1999 besluit VTM een punt te zetten achter het populaire muziekprogramma "Tien om te zien". Wel kwam het liedjesprogramma telkens terug in de zomermaanden. Ondertussen presenteert Willy ook elke zaterdagmorgen het radioprogramma "Rendez-vous" op Family Radio.

### Jaren 2000
Platenfirma Play That Beat! brengt begin 2000 de 8 eerste langspeelplaten van Willy uit op cd. In maart 2000 komt het nieuwe album Warm in mijn hart op de markt.
Na een jaar afwezigheid keert Tien om te zien terug op de Vlaamse televisie. Nu staat Anne De Baetzelier aan de zijde van Willy voor de presentatie van het programma. Willy brengt de single Kleine Karlien uit, de voorbode van een nieuw album. Vanaf september 2000 presenteert hij het nieuwe clipprogramma Hitstop op VTM.
In november 2000 brengt Willy bij platenfirma Label Vie een nieuw album op de markt in productie van Francis Goya: Alleen de liefde overwint. Bart Herman werkt samen met Willy voor de teksten van het album. In 2001 volgen concerten in het teken van zijn 30-jarige carrière. Radio en televisie besteden uitgebreid aandacht aan de evenementen rond 30 jaar Sommers.
In 2002 wordt Willy vader van Luna. Willy staat op het podium van Tien om te zien met zijn single Mijn illusie. Naar aanleiding van de geboorte van Luna maakt Willy in een productie van John Terra de single Het mooiste wat bestaat. Op 21 november 2002 krijgt Willy een trofee van Radio 2 en Sabam: een plaats in de Eregalerij van het Vlaamse lied met Zeven anjers, zeven rozen.
Begin 2003 brengt Willy de single Als tevoren uit, opnieuw in een productie van John Terra. Iets later wordt er onder impuls van managers Ilia Beyers en Piet Roelen een nieuw album klaargestoomd door Lisa Del Bo, Luc Steeno en Willy Sommers. Het album heet De mooiste duetten en méér, een productie van Peter Koelewijn.
In 2005 verschijnt er een parodie gemaakt door het TMF-duo Daan & Seppe van 7even anjers 7even rozen in Beavis & Butthead-stijl; Sommers kan er hartelijk mee lachen. Hijzelf treedt dat jaar op bij de jaarlijkse IJzerbedevaart in Diksmuide.
In 2009 brengt hij het album Vogelvrij uit. De titelsong en de tweede single Een wonder van een vrouw doen het niet slecht in de hitlijsten en ook het album kent een goede verkoop. In 2010 werd Willy opgenomen in de Radio 2 eregalerij voor een leven vol muziek.
In 2011 komt zijn album 40 jaar hits uit, een dubbel-cd met zijn grootste hits naar aanleiding van zijn 40-jarig durende carrière. Hij kreeg een gouden plaat voor 10.000 verkochte exemplaren. In 2012 kwam er eveneens een dubbel-cd uit in de reeks Alle 40 goed met veertig hits van hem.
Op 12 februari 2013 stelt Willy zijn nieuwe album Pluk de dag voor. Hierop staan de singles Dromen van verre stranden (een vertaling van Una paloma blanca) en Ik moet aan je denken. De bonustrack Geef me de vijf is een duet met zijn dan 10-jarige dochter Luna. Sommers maakte ook bekend dat hij vanaf 2014 met De Romeo's zal optreden. Hierop komen verschillende reacties en Sommers stelt in een persbericht zijn publiek gerust en belooft dat hij zijn solocarrière zal blijven voortzetten.
In de zomer van 2014 maakte Tien Om Te Zien een eenmalige comeback op televisiezender VTM. Willy Sommers presenteerde deze show (getiteld Tien Om Tegen De Sterren Op Te Zien) samen met Nathalie Meskens.
In 2016 maakte Sommers een tournee waarin hij zijn liedjes uit de jaren zeventig ten gehore bracht. In 2017 volgde een tournee met zijn werk uit de jaren tachtig. Met de dubbel-cd Het erfgoed van Willy Sommers stond Sommers voor het eerst op nummer 1 in de Vlaamse albumlijst.
In 2018 trad Sommers op tijdens Pukkelpop, wat in Vlaanderen veel media-aandacht kreeg.
In 2020 was Sommers onderdeel van het programma De Mol waar hij door de kandidaten gefotografeerd en vervolgens herkend moest worden. In datzelfde jaar speelde hij een gastrol met een kort optreden in de Netflix-serie Undercover. In 2021 was Sommers (samen met Tourist LeMC, Ronny Mosuse, Emma Bale, Geike Arnaert, Bert Ostyn en Cleymans & Van Geel) deelnemer aan het zevende seizoen van Liefde voor Muziek.

## Privé
Sommers heeft een dochter met zijn eerste vrouw. Met zijn huidige echtgenote heeft hij 2 kinderen.

## Discografie

### Albums
| Album met hitnotering(en) in de Vlaamse Ultratop 200 albums | Datum van verschijnen | Datum van binnenkomst | Hoogste positie | Aantal weken | Opmerkingen                  |
| ----------------------------------------------------------- | --------------------- | --------------------- | --------------- | ------------ | ---------------------------- |
| Met sympathie                                               | 1972                  | -                     |                 |              |                              |
| Willy Sommers                                               | 1973                  | -                     |                 |              |                              |
| Mooi als rode rozen                                         | 1973                  | -                     |                 |              |                              |
| Willy                                                       | 1974                  | -                     |                 |              |                              |
| Dans met mij                                                | 1974                  | -                     |                 |              |                              |
| Alleen                                                      | 1975                  | -                     |                 |              |                              |
| Willy Sommers 7                                             | 1976                  | -                     |                 |              |                              |
| Willy Sommers 8                                             | 1977                  | -                     |                 |              |                              |
| Zing een liedje in je moedertaal                            | 1979                  | -                     |                 |              |                              |
| Willy Sommers internationaal                                | 1979                  | -                     |                 |              |                              |
| Rozen voor jou                                              | 1980                  | -                     |                 |              |                              |
| Tranen in de regen                                          | 1982                  | -                     |                 |              |                              |
| Willy                                                       | 1985                  | -                     |                 |              |                              |
| Een nieuwe liefde, een nieuw geluid                         | 1985                  | -                     |                 |              |                              |
| We leven maar één keer                                      | 1989                  | -                     |                 |              |                              |
| Hou van mij                                                 | 1990                  | -                     |                 |              |                              |
| Parfum d'amour                                              | 1993                  | -                     |                 |              |                              |
| Profumo d'amore                                             | 1995                  | 06-05-1995            | 43              | 1            |                              |
| 25 Jaar                                                     | 1995                  | 16-12-1995            | 33              | 6            | Verzamelalbum                |
| Op reis naar jou                                            | 1998                  | -                     |                 |              |                              |
| Alleen de liefde overwint                                   | 2000                  | -                     |                 |              |                              |
| De mooiste duetten & méér                                   | 15-08-2003            | 30-08-2003            | 23              | 4            | met Lisa del Bo & Luc Steeno |
| Ik denk aan jou                                             | 28-09-2007            | 06-10-2007            | 13              | 11           |                              |
| Vogelvrij                                                   | 19-11-2010            | 04-12-2010            | 22              | 14           |                              |
| 40 jaar hits                                                | 08-08-2011            | 20-08-2011            | 2               | 24           | Verzamelalbum / Goud         |
| Pluk de dag                                                 | 12-02-2013            | 23-02-2013            | 3               | 25           |                              |
| Gisteren wordt vandaag                                      | 18-09-2015            | 26-09-2015            | 6               | 17           |                              |
| Het erfgoed van Willy Sommers                               | 12-08-2016            | 20-08-2016            | 1(1wk)          | 31           | Verzamelalbum                |
| Boven de wolken                                             | 11-08-2017            | 19-08-2017            | 2               | 21           |                              |
| Sommers of 69                                               | 23-08-2019            | 31-08-2019            | 2               | 24           |                              |
| De soundtrack van mijn leven - 50 jaar samen onderweg       | 15-10-2021            | 23-10-2021            | 3               | 20           |                              |

### Singles
| Single met hitnotering(en) in de Vlaamse Ultratop 50 | Datum van verschijnen | Datum van binnenkomst | Hoogste positie | Aantal weken | Opmerkingen                                                            |
| ---------------------------------------------------- | --------------------- | --------------------- | --------------- | ------------ | ---------------------------------------------------------------------- |
| Zeven anjers, zeven rozen                            | 1971                  | 28-08-1971            | 11              | 21           | Nr. 19 in de Radio 2 Top 30                                            |
| Sympathie is geen liefde                             | 1971                  | 11-12-1971            | 3               | 17           | Nr. 4 in de Radio 2 Top 30                                             |
| Weet je nog die slow                                 | 1972                  | 22-04-1972            | 1(2wk)          | 17           | Nr. 2 in de Radio 2 Top 30                                             |
| Een kleine foto                                      | 1972                  | 30-09-1972            | 6               | 14           | Nr. 6 in de Radio 2 Top 30                                             |
| Van 's morgens tot 's avonds                         | 1973                  | 03-03-1973            | 4               | 13           | Nr. 3 in de Radio 2 Top 30                                             |
| Mooi als rode rozen                                  | 1973                  | 16-06-1973            | 6               | 12           | Nr. 6 in de Radio 2 Top 30                                             |
| Intiem rendez-vous                                   | 1973                  | 27-10-1973            | 5               | 11           | Nr. 5 in de Radio 2 Top 30                                             |
| Bruiloftsklokken                                     | 1974                  | 09-03-1974            | 10              | 14           | Nr. 12 in de Radio 2 Top 30                                            |
| Blijf nog een uurtje bij mij                         | 1974                  | 20-07-1974            | 7               | 12           | Nr. 11 in de Radio 2 Top 30                                            |
| Dans met mij tot morgenvroeg                         | 1974                  | 09-11-1974            | 6               | 14           | Nr. 7 in de Radio 2 Top 30 / Goud                                      |
| Souvenir                                             | 1975                  | 12-04-1975            | 11              | 8            | Nr. 12 in de Radio 2 Top 30                                            |
| Een lied voor eenzame meisjes                        | 1975                  | 09-08-1975            | 17              | 5            | Nr. 15 in de Radio 2 Top 30                                            |
| Zeg me wanneer                                       | 1976                  | 13-03-1976            | 19              | 6            | Nr. 18 in de Radio 2 Top 30                                            |
| Holiday                                              | 1976                  | 17-07-1976            | 14              | 7            | Nr. 16 in de Radio 2 Top 30                                            |
| Ik ga maar weer                                      | 1976                  | 18-12-1976            | 21              | 6            | Nr. 17 in de Radio 2 Top 30                                            |
| Elke slow zal ik met je dansen                       | 1977                  | -                     |                 |              | Nr. 23 in de Radio 2 Top 30                                            |
| Dallas (Da's ook niet alles)                         | 1982                  | 17-07-1982            | 40              | 1            |                                                                        |
| Het water is veel te diep                            | 1989                  | 18-03-1989            | 24              | 6            | Goud                                                                   |
| Als een leeuw in een kooi                            | 1989                  | 05-08-1989            | 8               | 11           |                                                                        |
| Vrouwen                                              | 1989                  | 11-11-1989            | 32              | 5            |                                                                        |
| Ik hou van jou (zoals je bent)                       | 1990                  | 17-02-1990            | 24              | 10           |                                                                        |
| Mooie vrouwen lopen nooit in de schaduw              | 1990                  | 07-07-1990            | 30              | 9            | Goud                                                                   |
| Hou van mij                                          | 1990                  | 10-11-1990            | 37              | 5            |                                                                        |
| Zevende hemel                                        | 1991                  | 09-03-1991            | 45              | 3            |                                                                        |
| Mijn hart is groter                                  | 1991                  | 27-07-1991            | 25              | 3            |                                                                        |
| Kijk eens diep in mijn ogen                          | 1991                  | 31-08-1991            | 25              | 8            | met Wendy / Platina                                                    |
| Hartenbreker                                         | 1992                  | 04-04-1992            | 24              | 11           |                                                                        |
| Heel alleen                                          | 1992                  | 08-08-1992            | 36              | 4            |                                                                        |
| Koele handen                                         | 1992                  | 26-21-1992            | 38              | 3            |                                                                        |
| Ergens is er iemand                                  | 1993                  | 10-04-1993            | 37              | 6            |                                                                        |
| Een liedje op de radio                               | 1993                  | 14-08-1993            | 42              | 3            |                                                                        |
| De eerste stap                                       | 1993                  | 13-11-1993            | 49              | 1            |                                                                        |
| Buona notte                                          | 1995                  | 14-02-1995            | 45              | 3            |                                                                        |
| Kom terug                                            | 1995                  | 22-04-1995            | 30              | 14           | Nr. 30 in de Radio 2 Top 30                                            |
| Voor een vrouw zoals jij                             | 1995                  | 18-11-1995            | 35              | 2            |                                                                        |
| Zeven anjers, zeven rozen '96                        | 1996                  | 30-03-1996            | 41              | 2            |                                                                        |
| Met mijn ogen dicht                                  | 1997                  | 25-01-1997            | 11              | 12           | Nr. 11 in de Radio 2 Top 30                                            |
| Toen kwam jij                                        | 1997                  | 31-05-1997            | 18              | 11           | Nr. 18 in de Radio 2 Top 30                                            |
| Ik geef me over                                      | 1997                  | 30-08-1997            | 39              | 2            |                                                                        |
| Er is geen reden                                     | 1997                  | 24-01-1998            | 40              | 1            |                                                                        |
| Zomaar zomer                                         | 1998                  | 23-05-1998            | tip7            | -            |                                                                        |
| Op reis naar jou                                     | 1998                  | 26-09-1998            | tip18           | -            |                                                                        |
| Een beetje verliefd                                  | 1998                  | 16-01-1999            | 38              | 6            |                                                                        |
| Breng ze weer                                        | 1999                  | 10-04-1999            | tip15           | -            |                                                                        |
| Kleine Karlien                                       | 2000                  | 05-08-2000            | tip10           | -            |                                                                        |
| Mijn illusie                                         | 2002                  | 10-08-2002            | tip10           | -            |                                                                        |
| Tussen Heist en de Ardennen                          | 2003                  | 05-07-2003            | 50              | 1            | met Lisa del Bo & Luc Steeno / Nr. 29 in de Radio 2 Top 30             |
| Jij bent als een droom                               | 2004                  | 24-07-2004            | tip13           | -            |                                                                        |
| 7even anjers, 7even rozen (Daan & Seppe Remix)       | 2005                  | 17-09-2005            | 43              | 4            |                                                                        |
| Laat de zon in je hart                               | 2006                  | 15-07-2006            | 13              | 17           | Nr. 10 in de Radio 2 Top 30                                            |
| Jij bent alles voor mij                              | 2007                  | 27-01-2007            | 27              | 4            | Nr. 27 in de Radio 2 Top 30                                            |
| Lekker zoenen!                                       | 2007                  | 07-07-2007            | tip21           | -            |                                                                        |
| Hoogtij                                              | 2007                  | 01-09-2007            | tip22           | -            |                                                                        |
| Ik denk aan jou                                      | 2007                  | 15-12-2007            | tip23           | -            |                                                                        |
| Alles kan en alles mag                               | 04-07-2008            | 02-08-2008            | 43              | 2            |                                                                        |
| Heel de zomer lang                                   | 14-08-2008            | 23-08-2008            | 8               | 6            | met Wim Soutaer / Nr. 18 in de Radio 2 Top 30                          |
| Vogelvrij                                            | 12-03-2010            | 27-03-2010            | 10              | 5            |                                                                        |
| Een wonder van een vrouw                             | 17-09-2010            | 02-10-2010            | 10              | 4            | Nr. 17 in de Radio 2 Top 30                                            |
| Laat de lente nu maar komen                          | 11-02-2011            | 26-02-2011            | 32              | 4            |                                                                        |
| Liefde voor altijd                                   | 09-09-2011            | 01-10-2011            | 18              | 2            | Nr. 21 in de Radio 2 Top 30                                            |
| Zoals jij                                            | 19-12-2011            | 18-02-2012            | tip88           | -            |                                                                        |
| Dromen van verre stranden                            | 16-07-2012            | 11-08-2012            | 43              | 1            | Nr. 2 in de Vlaamse Top 10                                             |
| Ik moet aan je denken                                | 05-11-2012            | 08-12-2012            | 38              | 1            | Nr. 3 in de Vlaamse Top 10                                             |
| Achter de wolken schijnt altijd de zon               | 2013                  | 23-02-2013            | tip8            | -            | Nr. 1 in de Vlaamse Top 10                                             |
| Que sera                                             | 2013                  | 20-07-2013            | tip23           | -            | Nr. 7 in de Vlaamse Top 10                                             |
| Jij bent de mooiste                                  | 2013                  | 28-09-2013            | tip50           | -            | Nr. 6 in de Vlaamse Top 10                                             |
| Verdwaald en verloren                                | 2014                  | 18-01-2014            | tip44           | -            |                                                                        |
| Jij bent zo mooi                                     | 2014                  | 22-02-2014            | tip3            | -            | met De Romeo's Nr. 1 in de Vlaamse Top 10                              |
| Stapelgek                                            | 2014                  | 07-06-2014            | tip21           | -            | Nr. 3 in de Vlaamse Top 10                                             |
| Liefste                                              | 2015                  | 21-03-2015            | tip14           | -            | Nr. 7 in de Vlaamse Top 50                                             |
| Sandy                                                | 2015                  | 27-06-2015            | tip15           | -            | Nr. 14 in de Vlaamse Top 50                                            |
| Omdat ik Vlaming ben                                 | 2015                  | 04-07-2015            | tip51           | -            | met De Romeo's, Bart Kaëll en Garry Hagger Nr. 33 in de Vlaamse Top 50 |
| M'n hele wereld betoverd                             | 2015                  | 26-09-2015            | tip43           | -            | Nr. 21 in de Vlaamse Top 50                                            |
| Een mooie toekomst                                   | 2015                  | 12-12-2015            | tip24           | -            | Nr. 11 in de Vlaamse Top 50                                            |
| Liefdesverdriet doet zo'n pijn                       | 2016                  | 12-03-2016            | tip35           | -            | Nr. 15 in de Vlaamse Top 50                                            |
| Jij bent een engel                                   | 2016                  | 04-06-2016            | tip33           | -            | Nr. 17 in de Vlaamse Top 50                                            |
| Geen probleem                                        | 2017                  | 11-02-2017            | tip8            | -            | Nr. 9 in de Vlaamse Top 50                                             |
| Zeg dus niet hallo                                   | 2017                  | 08-07-2017            | tip17           | -            | Nr. 13 in de Vlaamse Top 50                                            |
| Zondag                                               | 2017                  | 18-11-2017            | tip24           | -            | Nr. 17 in de Vlaamse Top 50                                            |
| Als je diep in mijn ogen kijkt                       | 2018                  | 03-02-2018            | tip43           | -            | Nr. 15 in de Vlaamse Top 50                                            |
| Comme ci, comme ça                                   | 2018                  | 30-06-2018            | tip15           | -            | Nr. 12 in de Vlaamse Top 50                                            |
| Eeuwige dromers                                      | 2019                  | 04-05-2019            | tip10           | -            | Nr. 9 in de Vlaamse Top 50                                             |
| Je brengt me van de wijs                             | 2019                  | 17-08-2019            | tip11           | -            | Nr. 7 in de Vlaamse Top 50                                             |
| Ik voel me goed vandaag                              | 2020                  | 01-02-2020            | tip16           | -            | Nr. 8 in de Vlaamse Top 50                                             |
| Als een leeuw in een kooi (Remix)                    | 2020                  | 13-06-2020            | tip22           | -            | met Dorothee Vegas & Like Maarten Nr. 17 in de Vlaamse Top 50          |
| Wij horen samen                                      | 2020                  | 27-06-2020            | tip2            | -            | Nr. 7 in de Vlaamse Top 50                                             |
| Allemaal (Vlaanderen feest)                          | 2020                  | 04-07-2020            | 45              | 2            | met Wim Soutaer, Zita Wauters en Brahim Nr. 3 in de Vlaamse Top 50     |
| Magie                                                | 2021                  | 20-02-2021            | tip14           | -            | Uit Liefde voor muziek Nr. 10 in de Vlaamse Top 50                     |
| Spiegel                                              | 2021                  | 27-02-2021            | tip6            | -            | Uit Liefde voor muziek Nr. 8 in de Vlaamse Top 50                      |
| Nog zoveel mooier                                    | 2021                  | 06-03-2021            | tip7            | -            | met Annemie / Uit Liefde voor muziek Nr. 9 in de Vlaamse Top 50        |
| Lied van de vrijheid                                 | 2021                  | 13-03-2021            | tip             | -            | Uit Liefde voor muziek Nr. 32 in de Vlaamse Top 50                     |
| Ik herinner mij Blankenberge                         | 2021                  | 20-03-2021            | tip             | -            | Uit Liefde voor muziek                                                 |
| Zoutelande (Blij dat je hier bent)                   | 2021                  | 27-03-2021            | tip29           | -            | Uit Liefde voor muziek Nr. 16 in de Vlaamse Top 50                     |
| Kom bij mij                                          | 2021                  | 03-04-2021            | tip             | -            | Uit Liefde voor muziek                                                 |
| Sterker dan ooit                                     | 2021                  | 26-06-2021            | 31              | 3            | Nr. 5 in de Vlaamse Top 50                                             |
| 18 jaar                                              | 2022                  | 29-01-2022            | 50              | 1            | Nr. 6 in de Vlaamse Top 30                                             |